# Port lotniczy Annecy
Port lotniczy Annecy (IATA: NCY, ICAO: LFLP) – port lotniczy położony 3,5 km na północny zachód od Annecy, w regionie Rodan-Alpy, we Francji.

## Linie lotnicze i połączenia
Obecnie z lotniska nie są obsługiwane żadne regularne połączenia.